# 浮士德 (歌劇)

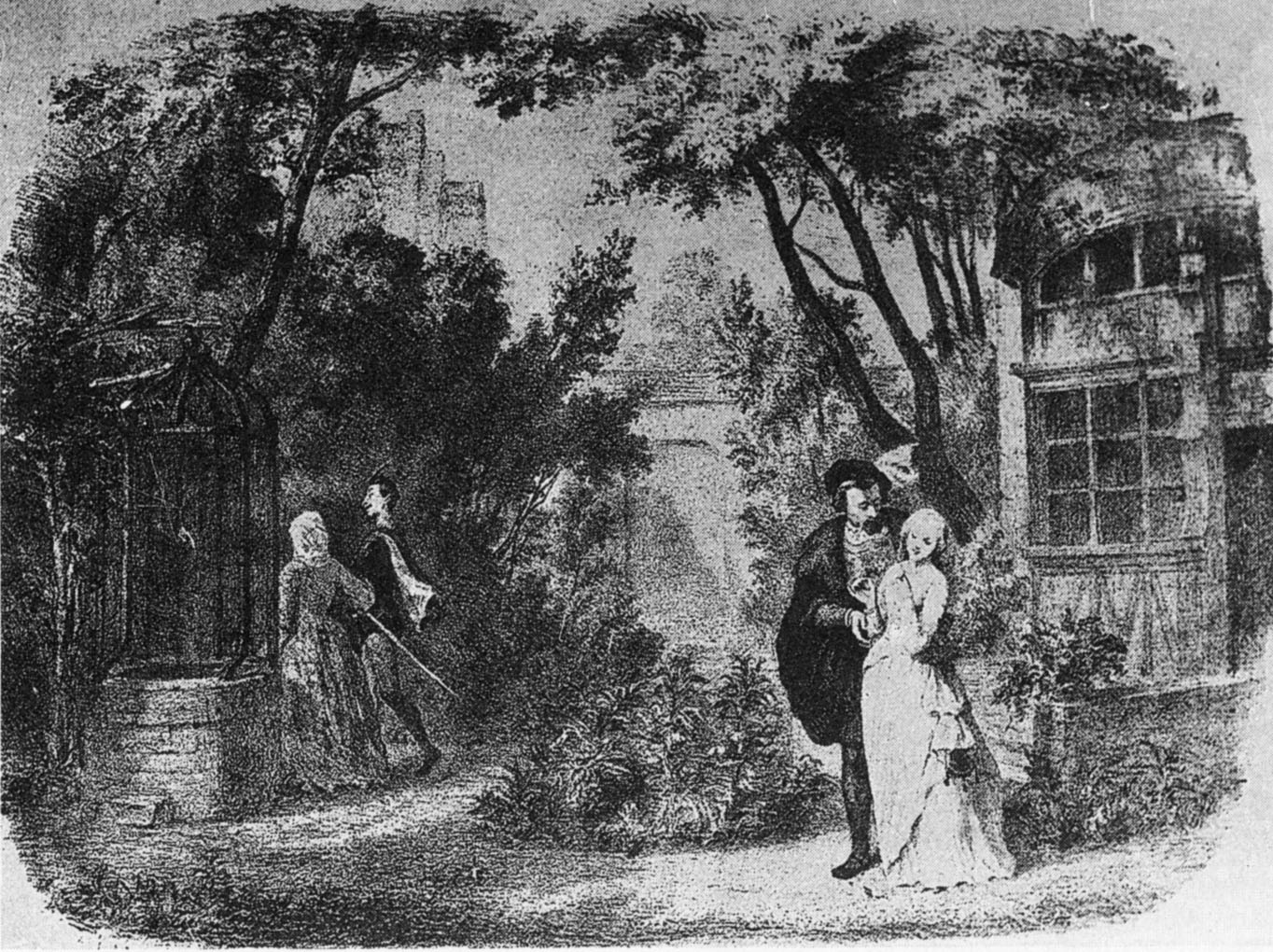
原班演出第三幕的布景：玛格丽特的花园

《浮士德》為法國作曲家古諾所創作的五幕大歌劇。劇情根據德國大文豪哥德的悲劇《浮士德》第一部（Faust. Der Tragödie erster Teil）所改編，劇本創作者為法國劇作家巴比耶（Jules Barbier）與卡雷（Michel Carré），根據卡雷之劇作《浮士德與瑪格麗特》（Faust et Marguerite）所撰寫。《浮士德》在1859年3月19日於巴黎的抒情歌劇院（Théâtre Lyrique）首演。

## 角色
| 角色                             | 聲部           | 人物關係           |
| -------------------------------- | -------------- | ------------------ |
| 浮士德（Faust）                  | 男高音         | 老學究             |
| 梅菲斯托菲勒斯（Mephistopheles） | 男低音         | 魔鬼               |
| 瑪格麗特（Marguerite）           | 女高音         | 暱稱「格蕾琴」     |
| 華倫丁（Valentin）               | 男中音         | 瑪格麗特的哥哥     |
| 瑪塔（Martha）                   | 次女高音       | 瑪格麗特的鄰居     |
| 席貝爾（Siebel）                 | 女高音（反串） | 暗戀瑪格麗特的男孩 |

## 劇情簡介
地點：德國
時間：十六世紀

### 第一幕
場景：浮士德的書房
年老的浮士德悲嘆他的學問到頭來只是一場空，既未體會生命的樂趣又孤獨終老（詠嘆調《唉！我虛度一生》（Rien! En vain j'interroge））。他兩度想服毒自殺，但窗外年輕男女的歌聲重新喚醒他對青春歲月的熱情與渴望。他的妒火使他詛咒科學與信仰，並尋求撒旦協助。魔鬼梅菲斯托菲勒斯應聲而出（二重唱《我在此》（Me voici））並回應浮士德的願望，代價是浮士德的靈魂。浮士德起初猶豫不決。魔鬼作法，讓他看到美麗的瑪格麗特在纺车前的景象。浮士德便接受惡魔條件喝下靈藥，搖身變為俊秀青年，動身尋找美麗的瑪格麗特（二重唱《我要的快樂》（A moi les plaisirs））。

### 第二幕
場景：市中心廣場
眾人聚在廣場上高唱《飲酒歌》（Vin ou Bière）。 軍官華倫丁即將出征，憂心妹妹馬格麗特形單影隻無人照料。帶著思念，他唱出抒情曲調《我將遠行》（Avant de quitter ces lieux）。華倫汀的好友為了安慰他，帶著大夥正要飲酒作樂，此時梅菲斯托菲勒斯現身舞台，並開始娛樂群眾，狂妄地吟唱讚頌貪婪與金錢的《金牛犢之歌》（Le veau d'or）。隨後他邀請眾人飲酒，並對瑪格麗特語出輕慢，激怒了華倫丁。華倫丁本欲與梅菲斯托菲勒斯決鬥，沒想到劍卻在空氣中斷成兩截，眾人認為梅菲斯托菲勒斯是魔鬼的化身並棄他而去。
此時浮士德現身，迫不及待要見瑪格麗特一面，跳華爾滋的群眾隨後也出現在舞台上，在此等候即將經過的瑪格麗特。浮士德很快的見到瑪格莉特，並提出護送她一程的請求，但端莊的瑪格麗特婉拒了浮士德的好意。

### 第三幕
場景：瑪格麗特的花園
为情所困的男孩席贝尔给玛格丽特留下了一束花（Faites-lui mes aveux）。浮士德叫梅菲斯托菲勒斯去寻找送给玛格丽特的礼物，并唱了一段短抒情调（Salut, demeure chaste et pure）把玛格丽特理想化为自然界的一个纯洁孩童。梅菲斯托菲勒斯带来了一只装满精美珠宝和一把手镜的精致箱子，并把它放在玛格丽特的门槛上、席贝尔留下的花的旁边。玛格丽特出场，琢磨着她在城门前碰到浮士德的情景，唱了一段有关图勒国王的伤感民谣（Il était un roi de Thulé）。玛格丽特的邻居玛塔看到了珠宝箱，说这一定是一位羡慕者送来的。玛格丽特试戴珠宝饰品并为之着迷，认为珠宝给她的美貌增光，一边唱着著名的唱段《珠宝歌》（Ah! je ris de me voir si belle en ce miroir）。梅菲斯托菲勒斯和浮士德来到花园跟她们见面，并与她们调情。玛格丽特让浮士德吻她（Laisse-moi, laisse-moi contempler ton visage），但又叫他离开。她在窗户前唱歌等待他的留下，浮士德听到了并返回她的身边。在梅菲斯托菲勒斯的监视下和不怀好意的笑声中，明显地浮士德对玛格丽特的勾引将要成功。

### 第四幕
場景：瑪格麗特的房間 / 瑪格麗特家外面的廣場 / 教堂
玛格丽特怀了孕并被浮士德抛弃，她生下孩子后而被世人唾弃。她在紡車前唱了一段咏叹调（Il ne revient pas（他不回来了））。席贝尔站在一旁。场景转换至玛格丽特房子外的广场上。华伦丁的连队从战争中行军返回（Deposons les armes及Gloire immortelle de nos aïeux，即著名的“战士合唱曲”）。席贝尔请求华伦丁原谅玛格丽特。华伦丁冲进玛格丽特的屋子。当他在屋里时浮士德和梅菲斯托菲勒斯出现了。明知玛格丽特不是一个人在屋里，梅菲斯托菲勒斯在玛格丽特的窗下模仿了一首滑稽的恋人小夜曲（Vous qui faites l'endormie）。华伦丁上当并冲出屋外，才明白浮士德糟蹋了他的妹妹。两个男人开始决斗，但是浮士德不情愿伤害他心上女人的哥哥。梅菲斯托菲勒斯挡住了华伦丁的剑，使得浮士德刺中华伦丁。在他咽气之前，华伦丁把自己的死亡归咎给玛格丽特，并在围观的众人前诅咒玛格丽特下地狱（Ecoute-moi bien Marguerite）。玛格丽特前往教堂并试图祷告，但开始受到虐待狂梅菲斯托菲勒斯的干扰，后来又受到魔鬼合唱的阻止。她完成了祷告，但受到梅菲斯托菲勒斯的再一次诅咒后昏倒过去。

### 第五幕
場景：五朔節前夕的哈茨山 / 酒館 / 牢房中
梅菲斯托菲勒斯和浮士德被女巫包围（Un, deux et trois）。浮士德被送到一个挤满女王和妓女的洞穴，梅菲斯托菲勒斯向浮士德保证给他提供爱情和史上最漂亮的女人们。一场狂欢的芭蕾舞暗示着寻欢作乐在整个夜晚持续着。天快亮时，浮士德看到了玛格丽特的幻影并向她呼唤。玛格丽特因杀害她的孩子被关进监狱，梅菲斯托菲勒斯帮助浮士德闯入监狱。他们一起唱爱情二重唱（Oui, c'est toi que j'aime）。梅菲斯托菲勒斯说到，只有凡人才能把玛格丽特从她的命运中解救出来。浮士德答应从刽子手中解救她，但她情愿把自己的命运交给上帝和他的天使（Anges purs, anges radieux）。最后她问道，为什么浮士德的手沾满鲜血。她推开浮士德，并晕倒在地。梅菲斯托菲勒斯诅咒，这时高处一声音唱到“得救”（Sauvée!）。复活节的钟声响起，天使合唱到“基督升天了”（Christ est ressuscité!）。监狱的高墙被打开，玛格丽特的灵魂得以升天。绝望中浮士德眼望着她，跪下并祈祷。梅菲斯托菲勒斯被天使闪亮的剑挡开了。